# Desaparecidos (serie de televisión)
Desaparecidos es una serie española original de Mediaset España. Protagonizada por Michelle Calvó, Juan Echanove, Maxi Iglesias, Amanda Ríos, Chani Martín y Elvira Mínguez, entre otros, estuvo producida por Plano a Plano en su primera temporada y se estrenó el 19 de junio de 2020 en Amazon Prime Video.
El 31 de diciembre de 2020 se anunció que la serie había renovado por una segunda temporada, aunque ésta estaría producida por Unicorn Content y contaría de nuevo con Juan Echanove y Michelle Calvó como protagonistas. En julio de 2021 se anunció la salida de Maxi Iglesias de la serie y la entrada de Edgar Vittorino como Rubén Ramallo. La segunda temporada se estrenó en la plataforma el 13 de mayo de 2022. El 30 de septiembre de 2021, se anunció que una tercera temporada, la cual no fue anunciada con anterioridad, se estrenaría en la plataforma el 7 de octubre de 2022.

## Sinopsis
La inspectora Sonia Ledesma, recientemente incorporada al Grupo 2 de Desaparecidos de la Brigada Central, después de pasar por la desaparición de un ser querido, encuentra una nueva familia en sus compañeros Rodrigo, Sebas, Azhar y el inspector jefe Santiago Abad. El grupo intenta resolver los casos más extraños de personas desaparecidas.

## Reparto

### Reparto principal
- Juan Echanove como Santiago Abad
- Elvira Mínguez como Carmen Fuentes Vallejo
- Maxi Iglesias como Rodrigo Medina (temporada 1)
- Michelle Calvó como Sonia Ledesma Oliveira
- Chani Martín como Sebastián «Sebas» Cano Novillo
- Amanda Ríos como Azhar García
- Edgar Vittorino como Rubén Ramallo (temporadas 2–3)

### Reparto recurrente
- Lucía Barrado como Laura Fuentes (temporadas 1–2; invitada temporada 3)
- Alba de la Fuente como Vanesa «Vane» (temporada 1)
- Álex Mola como Luis (temporada 1)
- Víctor Manuel Martínez como Andrés Pardo (temporada 1)
- Diana Palazón como María Teresa "Maite" Solsona Echevarría (temporadas 1–2; invitada temporada 3)
- Javier Morgade como Ricardo "Ricky" Montero Caballero (temporadas 1, 3; invitado temporada 2)
- Paco Manzanedo como Patiño (temporada 1)
- Jaime Pujol como Ayllón (temporada 1)
- Eva Martín como Comisaria Berta Velasco (temporada 1)
- Zoe Berriatúa como Reina (temporada 1)
- Mar Mandli como Santos (temporada 1)
- Marina Campos Albiol como López (temporada 1)
- Rafael Reaño como Ferrán (temporada 1)
- Patricia Valley como Sara (temporada 1)
- Martin Aslan como Kike (temporada 1)
- Andreas Muñoz como Miguel (temporadas 2–3)
- Jon Olivares como Nano Reyes (temporada 2)
- José Sospedra como Alberto "Tito" Reyes (temporada 2; invitado temporada 3)
- María Morales como Elena Gálvez (temporadas 2–3)
- Cinta Ramírez como Oriana Mora (temporadas 2–3)
- Abril Montilla como Estela Terreros (temporada 2)
- Gloria Albalate como Marcela (temporada 2)
- Alfred Picó como Jorge (temporada 2)
- Noa Sánchez como Gema Cano González (temporadas 2–3; invitada temporada 1)
- Arlen Germade como Marta Cano González (temporadas 2–3; invitada temporada 1)
- Alba López como Berta (temporada 2)
- Nina Fernández como Lidia Terreros (temporada 2)
- Joan Carreras como Agustín Aguirre (temporadas 2–3)
- Matías Janick como Ousman (temporada 2; invitado temporada 3)
- Elisa Lledó como Mercedes González del Val (temporadas 2–3; invitada temporada 1)
- Mariam Merrouni como Lila (temporada 2; invitada temporada 3)
- Nasser Saleh como Omar (temporadas 2–3)
- Belén López-Valcárcel como Luz Castro (temporadas 2–3)
- Javier Cifrián como Félix Landajo Robledillo (temporada 2)
- David Rubio como Ramón Salgado (temporada 2)
- Miriam Moukhles como Sohora Ulahabi (temporada 3; invitada temporada 2)
- Sergi Méndez como Jamal Ulahabi / Pablo Romero Fuentes (temporada 3; invitado temporadas 1–2)
- Pepa Gracia como Teniente Hidalgo (temporada 3; invitada temporada 2)
- Hamid Krim como señor Ulahabi (temporada 3; invitado temporada 2)
- Nerea Barros como Rosa (temporada 1)
- Luisa Gavasa como Teresa Valdemar «Rosa Roncal Martín» (temporada 1)
- Pedro Mari Sánchez como Juan Gómez (temporada 1)
- Luis Fernández como Gaspar Abad (temporada 1)
- Ana Labordeta como Marisa Sánchez (temporada 1)
- Juan Carlos Naya como Julián (temporada 1)
- José Luis Torrijo como Álex Romero (temporadas 1–3)
- Patxi Freytez como Demetrio Pereira (temporada 1)
- Antonio Durán "Morris" como Román Terreros (temporada 2)
- Víctor Clavijo como Ortiz (temporadas 2–3)
- Lucía Jiménez como Amira (temporadas 2–3)
- Javier Pereira como Demetrio Romo (temporada 3)
- Goizalde Núñez como Maialen (temporada 3)

## Capítulos
| Temporada | Temporada | Episodios | Preestreno en Prime Video | Emisión en Telecinco | Emisión en Telecinco    | Audiencia media | Audiencia media |
| Temporada | Temporada | Episodios | Preestreno en Prime Video | Estreno              | Final                   | Espectadores    | Cuota           |
| --------- | --------- | --------- | ------------------------- | -------------------- | ----------------------- | --------------- | --------------- |
|           | 1         | 13        | 19 de junio de 2020       | 2 de mayo de 2022    | 25 de julio de 2022     | 776 000         | 8,5%            |
|           | 2         | 8         | 13 de mayo de 2022        | 15 de marzo de 2023  | 3 de mayo de 2023       | 741 000         | 7,8%            |
|           | 3         | 8         | 7 de octubre de 2022      | 14 de julio de 2025  | 1 de septiembre de 2025 | 407 000*        | 6,1%*           |

### Primera temporada (2022)
| N.º en serie | N.º en temp. | Título                  | Dirigido por       | Escrito por | Fecha de preestreno en Prime Video | Fecha de emisión en Telecinco | Audiencia en Telecinco |
| ------------ | ------------ | ----------------------- | ------------------ | --- | ---------------------------------- | ----------------------------- | ---------------------- |
| 1            | 1            | «Seguimos buscando»     | Miguel Ángel Vivas | Historia de: Curro Royo Guion de: Curro Royo y Miguel Ángel Fernández                                                       | 19 de junio de 2020                | 2 de mayo de 2022             | 1 338 000 (12,1%)      |
| 2            | 2            | «Lo que parece»         | Miguel Ángel Vivas | Historia de: Curro Royo, Juan Vicente Pozuelo y Mercedes Cruz Guion de: Juan Vicente Pozuelo                                | 19 de junio de 2020                | 9 de mayo de 2022             | 1 085 000 (9,9%)       |
| 3            | 3            | «Los seres queridos»    | Miguel Ángel Vivas | Historia de: Curro Royo, Juan Vicente Pozuelo y Mercedes Cruz Guion de: Mercedes Cruz                                       | 19 de junio de 2020                | 16 de mayo de 2022            | 888 000 (8,5%)         |
| 4            | 4            | «Desestructurados»      | Inma Torrente      | Historia de: Curro Royo, Miguel Ángel Fernández e Irene Olaciregui Guion de: Irene Olicaregui                               | 19 de junio de 2020                | 23 de mayo de 2022            | 933 000 (9,3%)         |
| 5            | 5            | «Huir y proteger»       | Inma Torrente      | Historia de: Curro Royo, Miguel Ángel Fernández e Irene Olicaregui Guion de: Miguel Ángel Fernández                         | 19 de junio de 2020                | 30 de mayo de 2022            | 880 000 (8,4%)         |
| 6            | 6            | «Al mando»              | Jacobo Martos      | Historia de: Miguel Ángel Fernández, Mercedes Cruz e Irene Olaciregui Guion de: Mercedes Cruz                               | 19 de junio de 2020                | 6 de junio de 2022            | 878 000 (8,8%)         |
| 7            | 7            | «No puedo vivir sin ti» | Jacobo Martos      | Historia de: Miguel Ángel Fernández, Juan Vicente Pozuelo, Mercedes Cruz e Irene Olaciregui Guion de: Juan Vicente Pozuelo  | 19 de junio de 2020                | 13 de junio de 2022           | 743 000 (7,5%)         |
| 8            | 8            | «Asuntos propios»       | Inma Torrente      | Historia de: Miguel Ángel Fernández, Mercedes Cruz e Irene Olaciregui Guion de: Irene Olaciregui                            | 19 de junio de 2020                | 20 de junio de 2022           | 730 000 (7,0%)         |
| 9            | 9            | «La culpa»              | Inma Torrente      | Historia de: Miguel Ángel Fernández, Juan Vicente Pozuelo, Irene Olaciregui y Joaquín Górriz Guion de: Irene Olaciregui     | 19 de junio de 2020                | 27 de junio de 2022           | 550 000 (7,5%)         |
| 10           | 10           | «Truco y trato»         | Jacobo Martos      | Historia de: Miguel Ángel Fernández, Juan Vicente Pozuelo, Irene Olaciregui y Joaquín Górriz Guion de: Juan Vicente Pozuelo | 19 de junio de 2020                | 4 de julio de 2022            | 564 000 (8,0%)         |
| 11           | 11           | «Ellos»                 | Jacobo Martos      | Historia de: Miguel Ángel Fernández, Juan Vicente Pozuelo, Irene Olaciregui y Joaquín Górriz Guion de: Joaquín Górriz       | 19 de junio de 2020                | 11 de julio de 2022           | 512 000 (8,2%)         |
| 12           | 12           | «Lo que pasó»           | Miguel Ángel Vivas | Historia de: Juan Vicente Pozuelo y Mercedes Cruz Guion de: Miguel Ángel Fernández                                          | 19 de junio de 2020                | 18 de julio de 2022           | 469 000 (6,9%)         |
| 13           | 13           | «Final y principio»     | Miguel Ángel Vivas | Mercedes Cruz | 19 de junio de 2020                | 25 de julio de 2022           | 518 000 (8,6%)         |

### Segunda temporada (2023)
| N.º en serie | N.º en temp. | Título                                     | Dirigido por      | Escrito por           | Fecha de preestreno en Prime Video | Fecha de emisión en Telecinco | Audiencia en Telecinco |
| ------------ | ------------ | ------------------------------------------ | ----------------- | --------------------- | ---------------------------------- | ----------------------------- | ---------------------- |
| 14           | 1            | «Saber sólo que no están»                  | Begoña Álvarez    | Ignacio del Moral     | 13 de mayo de 2022                 | 15 de marzo de 2023           | 974 000 (10,2%)        |
| 15           | 2            | «La Bella Durmiente y el hombre analógico» | José Ramón Ayerra | Mercedes Cruz Herrera | 13 de mayo de 2022                 | 22 de marzo de 2023           | 722 000 (7,8%)         |
| 16           | 3            | «Pendiente de un hilo»                     | José Ramón Ayerra | Jaime Palacios        | 13 de mayo de 2022                 | 29 de marzo de 2022           | 749 000 (7,8%)         |
| 17           | 4            | «Chico nuevo en la oficina»                | Begoña Álvarez    | Ignasi Rubio          | 13 de mayo de 2022                 | 5 de abril de 2023            | 659 000 (6,5%)         |
| 18           | 5            | «Novio a la fuga»                          | Fran Parra        | Ignasi Rubio          | 13 de mayo de 2022                 | 12 de abril de 2023           | 786 000 (8,2%)         |
| 19           | 6            | «En los huesos»                            | José Ramón Ayerra | Jaime Palacios        | 13 de mayo de 2022                 | 19 de abril de 2023           | 658 000 (7,1%)         |
| 20           | 7            | «La vida en juego»                         | José Ramón Ayerra | Mercedes Cruz Herrera | 13 de mayo de 2022                 | 26 de abril de 2023           | 670 000 (7,2%)         |
| 21           | 8            | «Limpieza de sangre»                       | Fran Parra        | Ignasi Rubio          | 13 de mayo de 2022                 | 3 de mayo de 2023             | 710 000 (7,8%)         |

### Tercera temporada (2025)
| N.º en serie | N.º en temp. | Título                        | Dirigido por      | Escrito por           | Fecha de preestreno en Prime Video | Fecha de emisión en Telecinco | Audiencia en Telecinco |
| ------------ | ------------ | ----------------------------- | ----------------- | --------------------- | ---------------------------------- | ----------------------------- | ---------------------- |
| 22           | 1            | «Cuando el final no es feliz» | José Ramón Ayerra | Mercedes Cruz Herrera | 7 de octubre de 2022               | 14 de julio de 2025           | 449 000 (6,9%)         |
| 23           | 2            | «Invisibles»                  | Rafa Montesinos   | Jaime Palacios        | 7 de octubre de 2022               | 21 de julio de 2025           | 386 000 (5,5%)         |
| 24           | 3            | «Refugiados»                  | Fran Parra        | Ignasi Rubio          | 7 de octubre de 2022               | 28 de julio de 2025           | 385 000 (5,9%)         |
| 25           | 4            | «Adivinar quién vino a cenar» | Begoña Álvarez    | Ignasi Rubio          | 7 de octubre de 2022               | 4 de agosto de 2025           | 378 000 (5,8%)         |
| 26           | 5            | «Pretéritos imperfectos»      | Rafa Montesinos   | Mercedes Cruz Herrera | 7 de octubre de 2022               | 11 de agosto de 2025          | 331 000 (5,4%)         |
| 27           | 6            | «Muñecas rusas»               | Fran Parra        | Ignasi Rubio          | 7 de octubre de 2022               | 18 de agosto de 2025          | 339 000 (5,5%)         |
| 28           | 7            | «Sin respiración»             | José Ramón Ayerra | Jaime Palacios        | 7 de octubre de 2022               | 25 de agosto de 2025          | —                      |
| 29           | 8            | «Un beso y un adiós»          | José Ramón Ayerra | Mercedes Cruz Herrera | 7 de octubre de 2022               | 1 de septiembre de 2025       | —                      |

## Evolución de audiencias
| Temporada | Temporada | Episodio número | Episodio número | Episodio número | Episodio número | Episodio número | Episodio número | Episodio número | Episodio número | Episodio número | Episodio número | Episodio número | Episodio número | Episodio número |
| Temporada | Temporada | 1               | 2               | 3               | 4               | 5               | 6               | 7               | 8               | 9               | 10              | 11              | 12              | 13              |
| --------- | --------- | --------------- | --------------- | --------------- | --------------- | --------------- | --------------- | --------------- | --------------- | --------------- | --------------- | --------------- | --------------- | --------------- |
|           | 1         | 1338            | 1085            | 888             | 933             | 880             | 878             | 743             | 730             | 550             | 564             | 512             | 469             | 518             |
|           | 2         | 974             | 722             | 749             | 659             | 786             | 658             | 670             | 710             | —               | —               | —               | —               | —               |
|           | 3         | 449             | 386             | 385             | 378             | 331             | 339             | —               | —               | —               | —               | —               | —               | —               |